# Trugschluss der Akzidenz
Der Trugschluss der Akzidenz (lateinisch a dicto simpliciter ad dictum secundum quid ‚vom allgemeinen zum besonderen‘) bezeichnet einen informellen Fehlschluss von einer allgemeinen Aussage auf eine besondere, wobei bewusst ignoriert wird, dass der entsprechende Sachverhalt der besonderen Aussage wegen irgendeines akzidentiellen (d. h. zufälligen, unwesentlichen) Nebenumstandes als Ausnahme nicht unter die allgemeine Aussage fallen muss.

## Beispiel
A: „Es ist ratsam, Straßenverkehr auf die Schiene zu verlegen.“
B: „Dann soll also der Notarzt erst auf den nächsten Zug warten?“
A stellt eine allgemeine Forderung. Um die Forderung von A ins Absurde zu ziehen, wendet B sie auf einen speziellen Fall an – den Notarzteinsatz als Fall von Straßenverkehr. Es liegt auf der Hand, dass die spezielle Aufgabe des Notarztes (Akzidenz) mit Zugverkehr kaum sinnvoll machbar ist und keinen gewöhnlichen Fall von Straßenverkehr darstellt. Damit konstruiert B über den Trugschluss einen scheinbaren Widerspruch aus der Forderung von A. Tatsächlich würde das Durchkommen des Einsatzfahrzeugs durch eine Verlagerung gewöhnlichen Straßenverkehrs auf die Schiene sogar begünstigt.

## Umkehrung
Der umgekehrte Trugschluss der Akzidenz führt von einer besonderen Aussage fälschlicherweise zu einer allgemeinen, was lateinisch mit a dicto secundum quid ad dictum simpliciter bezeichnet wird, d. h., von einer Behauptung unter den Nebenbedingungen zu einer Behauptung schlechthin, ohne Bedingung.
„Der Notarzt kann auch nicht erst auf den nächsten Zug warten. → Also ist die Bahn für den Personenverkehr vollkommen unbrauchbar.“